# Chaudardes
Chaudardes é uma comuna francesa na região administrativa de Altos da França, no departamento de Aisne. Estende-se por uma área de 4,7 km². Em 2010 a comuna tinha 89 habitantes (densidade: 18,9 hab./km²).